# Republic Plaza
Ne pas confondre avec le Republic Plaza, gratte-ciel situé à Denver
La Republic Plaza est un gratte-ciel de bureaux situé à Singapour. En 2014 c'était l'un des trois plus hauts gratte-ciel de Singapour.